# Шмундт, Хуберт
Ху́берт Шмундт (нем. Hubert Schmundt; 19 сентября 1888; Швейдниц, Силезия — 17 октября 1984, Бад-Зоден, Гессен) — немецкий военно-морской деятель, адмирал (1 апреля 1942 года).

## Биография
1 апреля 1908 года поступил на флот кадетом. Прошел подготовку на учебном корабле «Шарлотта» и в военно-морском училище. 27 сентября 1911 года произведен в лейтенанты. В 1910—13 годах служил на базе в Циндао (Китай). 22 сентября 1913 года переведен в миноносный флот.

### Первая мировая война
Участник 1-й мировой войны, флаг-лейтенант 3-й флотилии миноносцев и командир миноносца V-71 (2 сентября 1917 — 7 января 1919 года). 28 апреля 1918 года получил звание капитан-лейтенанта. За боевые отличия награждён Железным крестом 1-го и 2-го класса.

### Служба между мировыми войнами
После демобилизации армии оставлен на флоте. С 1922 года в штабе командующего ВМС в Северном море и на Балтике.
С 13 декабря 1924 года командир 2-й полуфлотилии миноносцев. С 30 сентября 1927 года 1-й офицер Адмирал-штаба в штабе командующего ВМС на Балтике.
4 июня 1929 года переведен в Военное министерство и 26 сентября занял пост военно-морского адъютанта министра (занимал этот пост при О. Гесслере, В. Грёнере и К. Шлейхере).
17 июня 1932 года переведен в распоряжение начальника Морского руководства, а 28 сентября назначен 1-м офицером Адмирал-штаба в штабе флота.
С 25 сентября 1934 года командир легкого крейсера «Нюрнберг».
С 14 октября 1936 года начальник военно-морского училища в Мюрвике.
22 августа 1939 года Шмундт назначен начальником штаба Командования группы ВМС «Восток».

### Вторая мировая война
С 19 сентября 1939 года командующий ВМС в Данцигской бухте. 13 октября 1939 года вернулся на свой прежний пост.
С 6 ноября 1939 года — инспектор военно-морских учебных заведений.
В апреле — июле 1940 временно исполнял обязанности командующего разведывательными силами, а в апреле 1940 года во время операции «Везерюбунг» командовал 3-й боевой группой, которая проводила операцию по захвату порта Берген (Норвегия). В состав группы вошли легкие крейсера «Кёльн» (флагман) и «Кёнигсберг», учебный артиллерийский корабль «Бремзе», плавбаза торпедных катеров «Карл Петерс», миноносцы «Вольф» и «Леопард», а также группа малых боевых кораблей.
14 июня 1940 года награждён Рыцарским крестом.
С 1 августа 1940 года командующий крейсерами. 14 октября 1941 года ведомство Шмундта было преобразовано в штаб командующего адмирала в северных водах.
31 августа 1942 года Шмундт возглавил Управление вооружений ОКМ, однако 9 марта 1943 года был заменен адмиралом О. Бакенкёлером и назначен начальником военно-морской станции «Остзее», которая 22 июня 1943 года была преобразована в Высшее морское командование на Балтике.
1 марта 1944 года заменен адмиралом Оскаром Кумметцем и переведен в распоряжение главнокомандующего ВМС, а 31 мая уволен в отставку.